# C-2 (航空機・アメリカ)
C-2 グレイハウンド
C-2A
- 用途：輸送機
- 分類：艦上輸送機
- 製造者：グラマン社
- 運用者： アメリカ合衆国（アメリカ海軍）
- 初飛行：1964年11月18日
- 生産数：58機
- 生産開始：1966年
- 運用状況：現役
- ユニットコスト：3,896万USドル

C-2 グレイハウンドは、アメリカ合衆国のグラマン社が開発した輸送機。
愛称はグレイハウンド(Greyhound:アメリカの長距離バスの代名詞となっている会社名)。陸上から洋上の航空母艦へ補給物資を輸送する艦上輸送機 (Carrier onboard delivery: COD) として運用されている。

## 開発

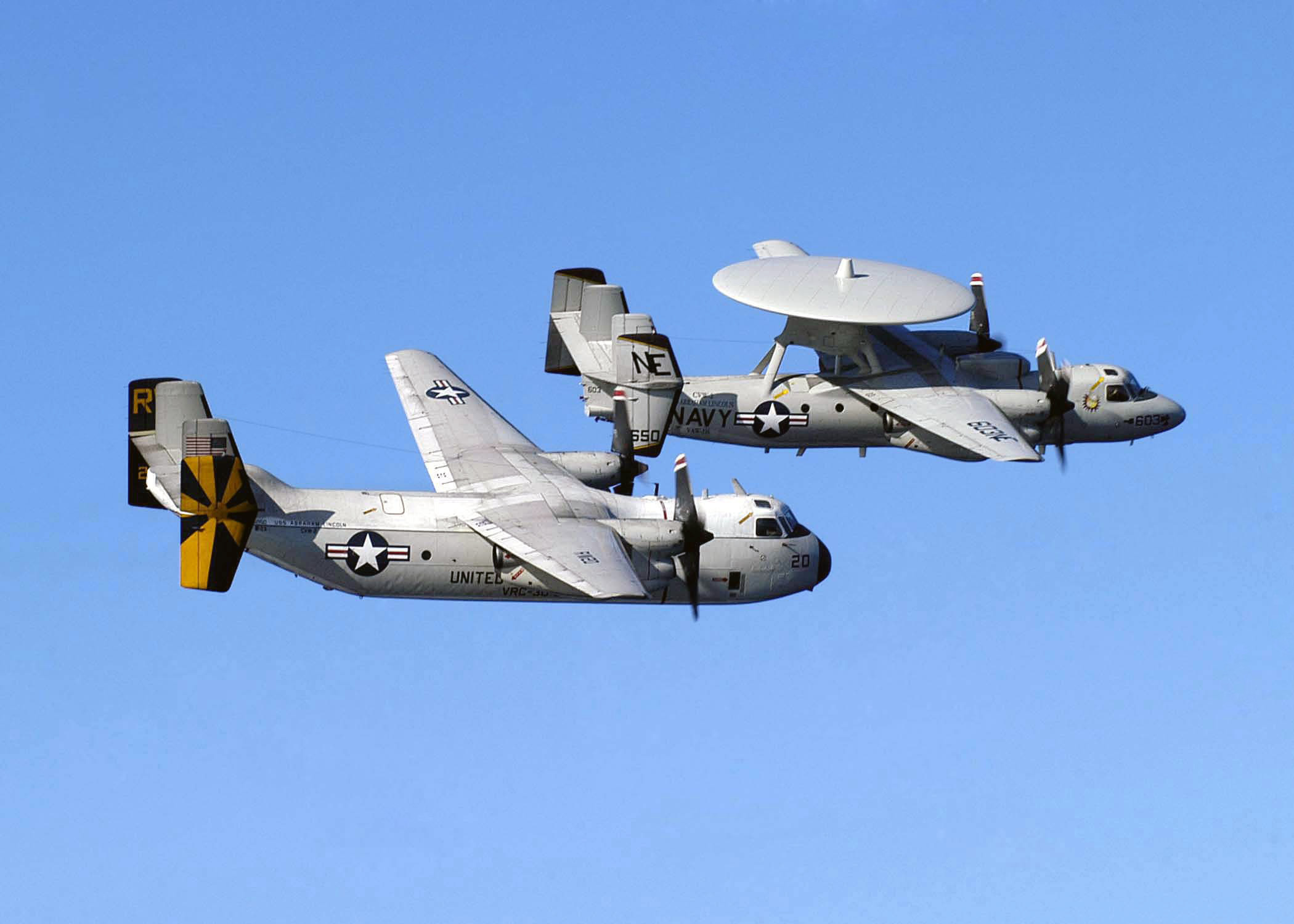
原型機のE-2と並んで飛ぶC-2A

アメリカ海軍はCOD機としてC-1 トレーダーを運用してきたが、1962年、より高性能の機体を求めた。これを受けてグラマン社では、当時開発中であったE-2艦上早期警戒機を改造し、COD機とすることにした。
1962年5月にC-2Aとして、29機の発注を受け、開発が開始されることとなった。E-2Aより2機をYC-2Aとして改造し、改造された試作機は1964年11月18日に初飛行した。

## 生産
1962年に29機の発注を受けたものの、1967年に17機を生産した時点で、残りはベトナム戦争の影響もあり、キャンセルされた。1978年から1982年にかけて、これらの初期生産機は構造の強化や空中給油受油装置の装着などの改良を受けた。
C-1の退役（1988年退役）およびC-2初期生産型の退役（1988年退役）に伴い、1982年にC-2の再生産が決定された。1984年から1990年にかけて後期型39機が生産されている。この後期生産型には生産当初より近代化が行われており、1985年から第24艦隊兵站支援飛行隊(VR-24)に配備が開始された。

## 設計

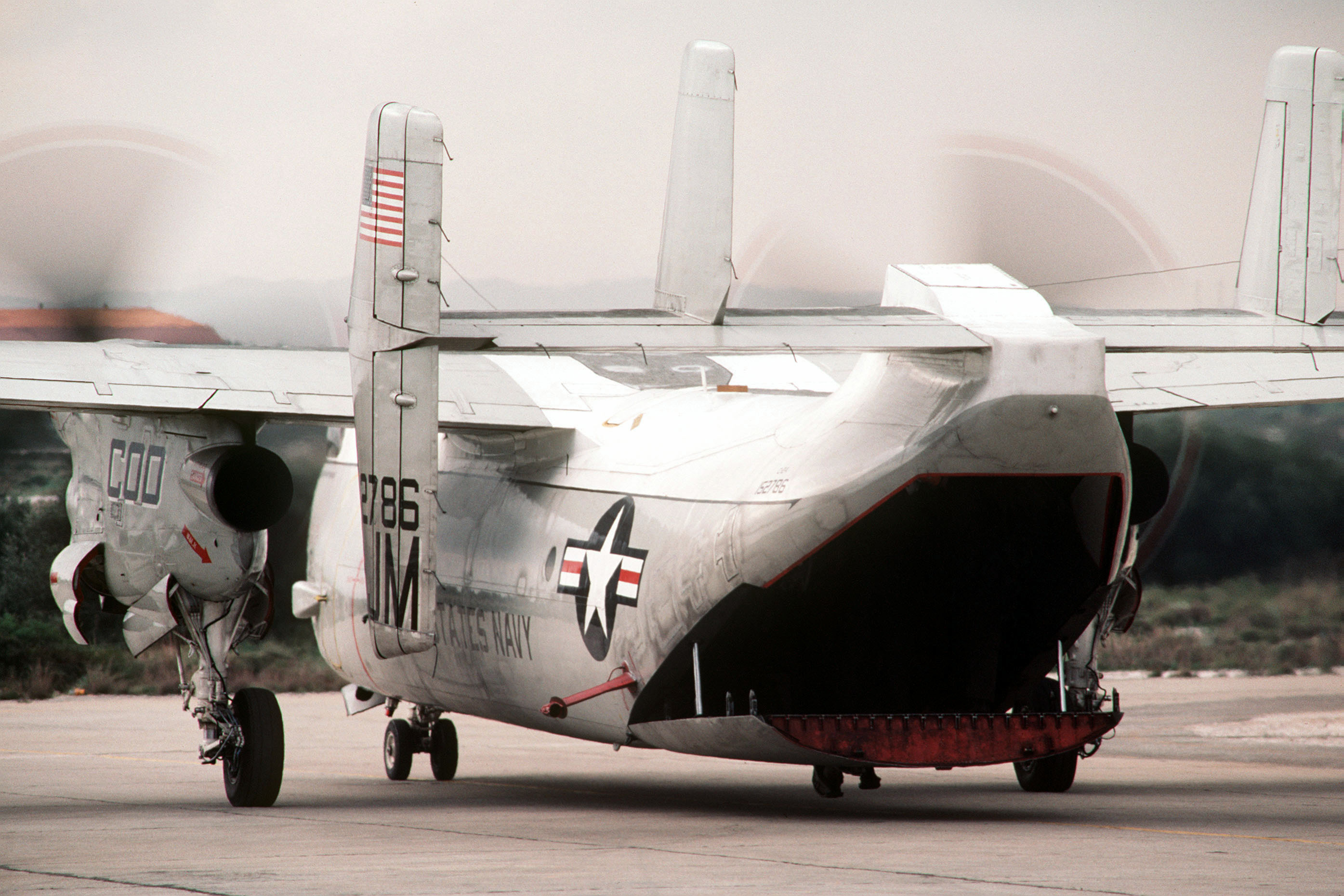
後方より見たC-2 尾部ローディングドアを開いた状態

C-2はE-2の発展型で、直線翼の主翼を高翼配置している点と、主翼が折りたたみ可能である点がE-2と共通している。しかし、各所が改設計され外形の印象はかなり異なっている。まず、輸送任務には不要のロートドームが外されている。胴体も輸送用に改設計されたほか、尾部にはローディングドアが設けられている。ローディングドアの設置に伴い、尾翼の位置も上方に移動し、水平尾翼の上反角は廃止されている。なお、ロートドーム廃止により飛行安定性が向上するため、4枚の垂直尾翼も一部小型化されている。
ペイロードは最大7.7t。貨物は463Lパレットシステムにより搭載される。パレットは最大3枚搭載可能。人員は座席設置により、最大39名を輸送可能である。
C-2はレシプロエンジンのC-1と異なりターボプロップエンジンであるため、空母の燃料系統をジェット燃料に統一できるという利点もあった。

## 後継機
後継として、設計と装備をE-2Dと統一したC-2(M)やS-3の輸送機改装型、V-22の改装型から、2015年にCMV-22Bが選定された。太平洋艦隊に所属するC-2Aを運用していたVRC-30は解散し、2018年にCMV-22Bを運用する第30艦隊兵站多任務飛行隊（VRM-30）が新編された。しかし2023年の屋久島沖米軍オスプレイ墜落事故以来、CMV-22Bの飛行停止が続くため、2024年には大西洋艦隊のVRC-40に所属するC-2Aが派遣された。

## 各型
YC-2A
試作機。E-2Aより2機改装。
C-2A
量産型。初期生産型17機。後期生産型39機。後期生産型はC-2(R)ともいわれる。
C-2(M)
主翼、尾翼、エンジン、コックピット、アビオニクスをE-2Dと共通化し、座席も一新したもの。C-2Aの後継として提案が行われたが、V-22 オスプレイに敗れた。

## 要目
- 全長：17.3 m
- 全高：4.85 m
- 全幅：24.6 m
- 翼面積:65 m2
- 空虚重量:16.486 t
- 最大離陸重量:24.655 t
- 搭載量：4.536t（機内燃料満載時）/7.7t（最大）
- エンジン：アリソン T56-A-425 ターボプロップ （4,800軸馬力）2基
- 最大速度:574 km/h=M0.47
- 巡航速度:465 km/h=M0.38
- 実用上昇限度:10,211 m
- 航続距離:2,889 km
- 乗員：3 (操縦士 2名、航空機関士1名)

## 登場作品

### 映画・テレビドラマ
『ザ・ラストシップ』
シーズン2第3話に実機が登場。新型ウイルスが蔓延する世界中へワクチンを届けるため、ノーフォークから飛び立って行く。
『ティアーズ・オブ・ザ・サン』
ニミッツ級航空母艦「ハリー・S・トルーマン」の搭載機が登場。在留アメリカ人の救出作戦を行うNavy SEALs隊員たちを、内戦中のナイジェリアの上空まで輸送し空挺降下させる。

### 小説
『レッド・オクトーバーを追え』
「COD」および愛称の「グレイハウンド」の名称で登場。ジャック・ライアンを空母ケネディに送り届けた。